# 鲍里斯·鲍里索维奇·戈利岑

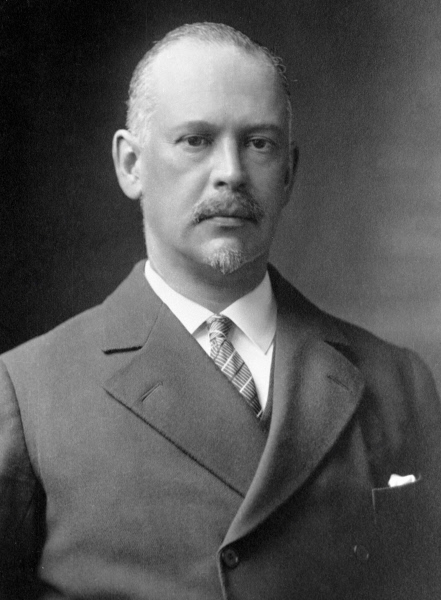
鲍里斯·鲍里索维奇·戈利岑

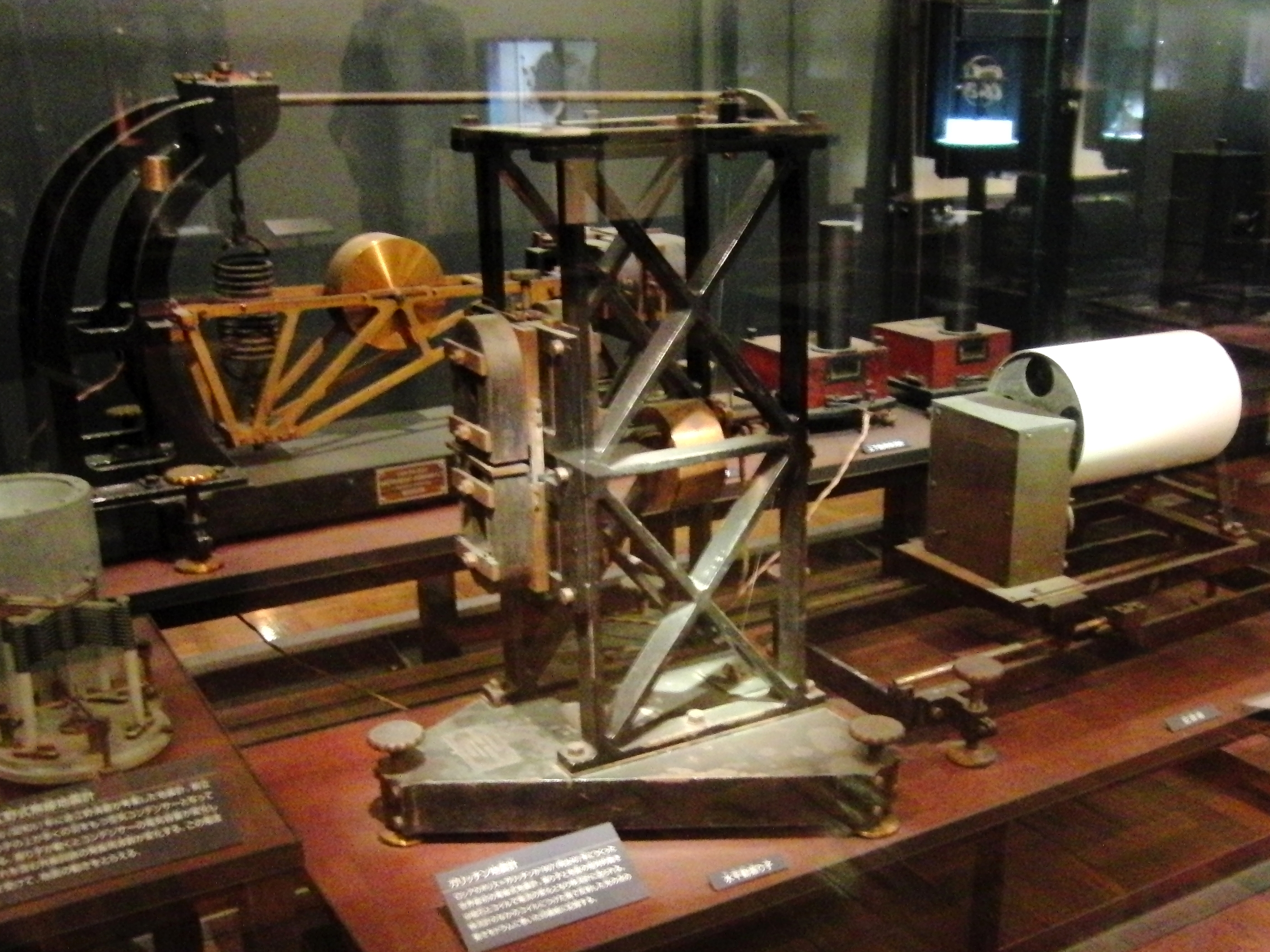
陈列在日本东京国立科学博物馆中的戈利岑地震仪

鲍里斯·鲍里索维奇·戈利岑公爵（俄语：Борис Борисович Голицын，1862年3月2日—1916年5月17日）为俄罗斯帝国戈利岑亲王家继承人。

## 生平
出生于圣彼得堡，是尼古拉·鲍里索维奇·戈利岑和库舍廖夫·格雷戈里·格里戈里耶维奇之孙。是一位著名的俄罗斯物理学家，俄罗斯科学院院士（1908年）及伦敦皇家学会会员，为现代地震学和地球物理学奠基人之一。1906年他发明了世界上首台电磁地震仪，1911年当选为国际地震学协会主席。
他也是1912年剑桥国际数学大会主讲人，1916年5月17日在彼得格勒附近去世。